# L'Avenir (Québec)
Pour les articles homonymes, voir L'Avenir.
L'Avenir est une municipalité du Québec située dans la MRC de Drummond dans le Centre-du-Québec.

## Toponymie
L'Avenir doit son nom grâce à une suggestion de Jean-Baptiste-Éric Dorion. Ce dernier avait suggéré, quand il s'est établi dans la région en 1853, de donner le nom de L'Avenirville au bureau de poste. Le nom reprend celui du journal L'Avenir que ce dernier a fait paraitre entre 1847 et 1852. Dorion serait député de Drummond—Arthabaska de 1854 à 1857 et de 1861 à 1866. Le nom sera repris lors de la constitution de la municipalité de L'Avenir en 1862.

## Géographie
La municipalité est située dans le sud des monts Notre-Dame drainés par le bassin versant du lac Saint-Pierre. La rivière Saint-François, qui draine son territoire, en délimite l'est en coulant vers le nord-ouest. 
La rivière Saint-Germain, un affluent de la rivière Saint-François, en traverse le sud-ouest en coulant vers le nord-ouest.   

## Démographie
| 1996  | 2001  | 2006  | 2011  | 2016  | 2021  |
| ----- | ----- | ----- | ----- | ----- | ----- |
| 1 274 | 1 277 | 1 262 | 1 202 | 1 307 | 1 350 |

## Administration
Les élections municipales se font en bloc pour le maire et les six conseillers.
| L'Avenir Maires depuis 2005 |                        |         |          |
| Élection | Maire                  | Qualité | Résultat |
| 1900 | Fred Bothwell          |         |          |
| 1901 | Azade Manseau          |         |          |
| 1903 | James Gallagher        |         |          |
| 1906 | Azade Manseau          |         |          |
| 1908 | Siméon Charland        |         |          |
| 1909 | Jas, Callagher         |         |          |
| 1912 | F-X Tremblay           |         |          |
| 1917 | Aimé Boisver           |         |          |
| 1921 | Adrien Dionne          |         |          |
| 1923 | J. Hermann Charpentier |         |          |
| 1923 | Arthur Simoneau        |         |          |
| 1929 | B.M Smith              |         |          |
| - Les informations de 1900 à 1929 ont été prises dans le livre Un coin des Cantons de l'Est. - Il manque d'informations de 1929 à 2005 |                        |         |          |
| 2005 | François Demanche      |         | Voir     |
| 2009 | Jean Parenteau         |         | Voir     |
| 2013 | Jean Parenteau         | Voir    |          |
| 2017 | Jean Parenteau         | Voir    |          |
| 2021 | François Fréchette     |         | Voir     |
| Élection partielle en italique Depuis 2005, les élections sont simultanées dans toutes les municipalités québécoises                   |                        |         |          |

## Jumelage
Échanges avec la commune de  Saint-Florent-des-Bois (France)

## Galerie

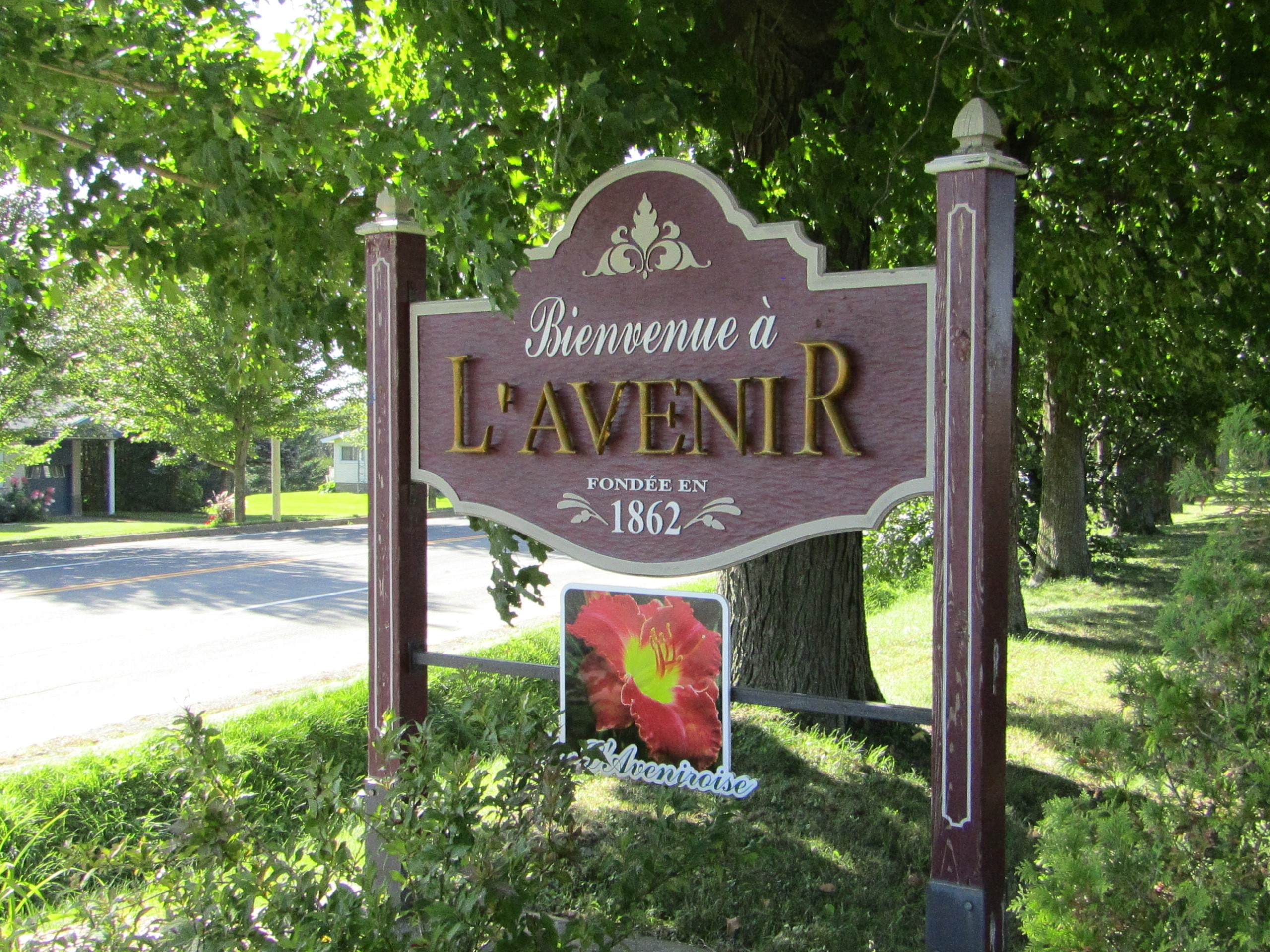
Panneau à l'entrée du village de l'Avenir
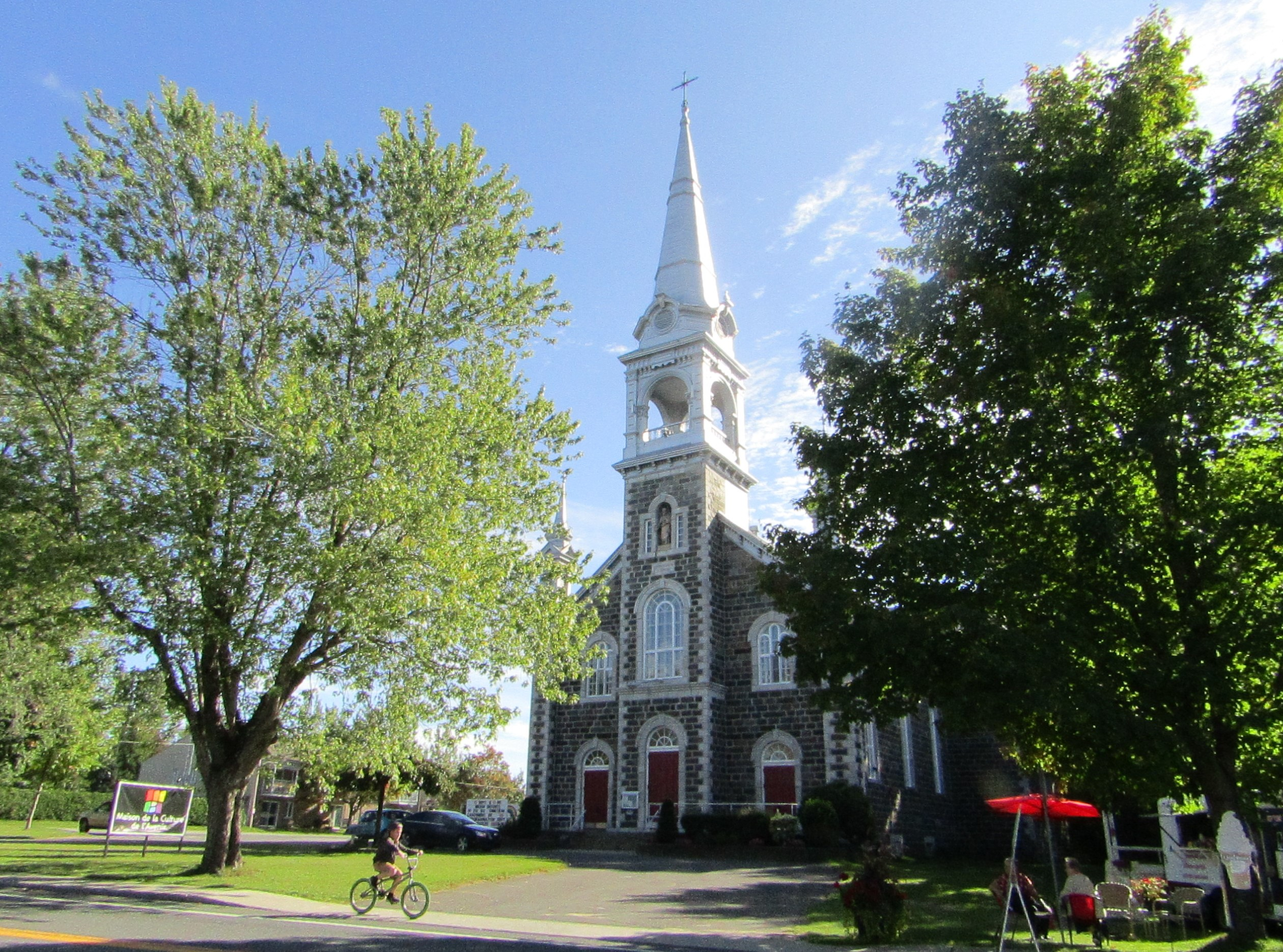
L'Église de L'Avenir
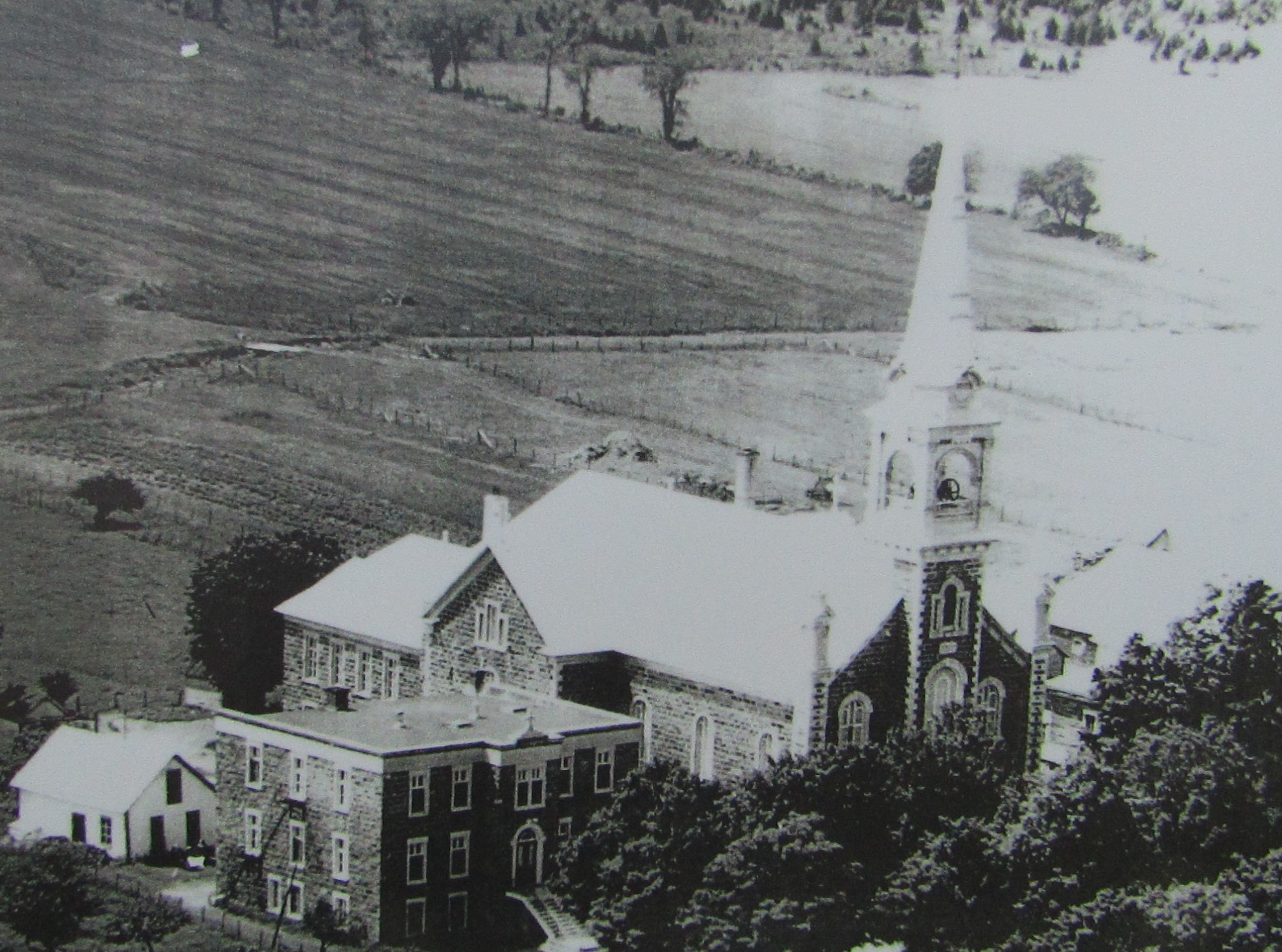
Église et couvent (avant sa destruction) de l'Avenir
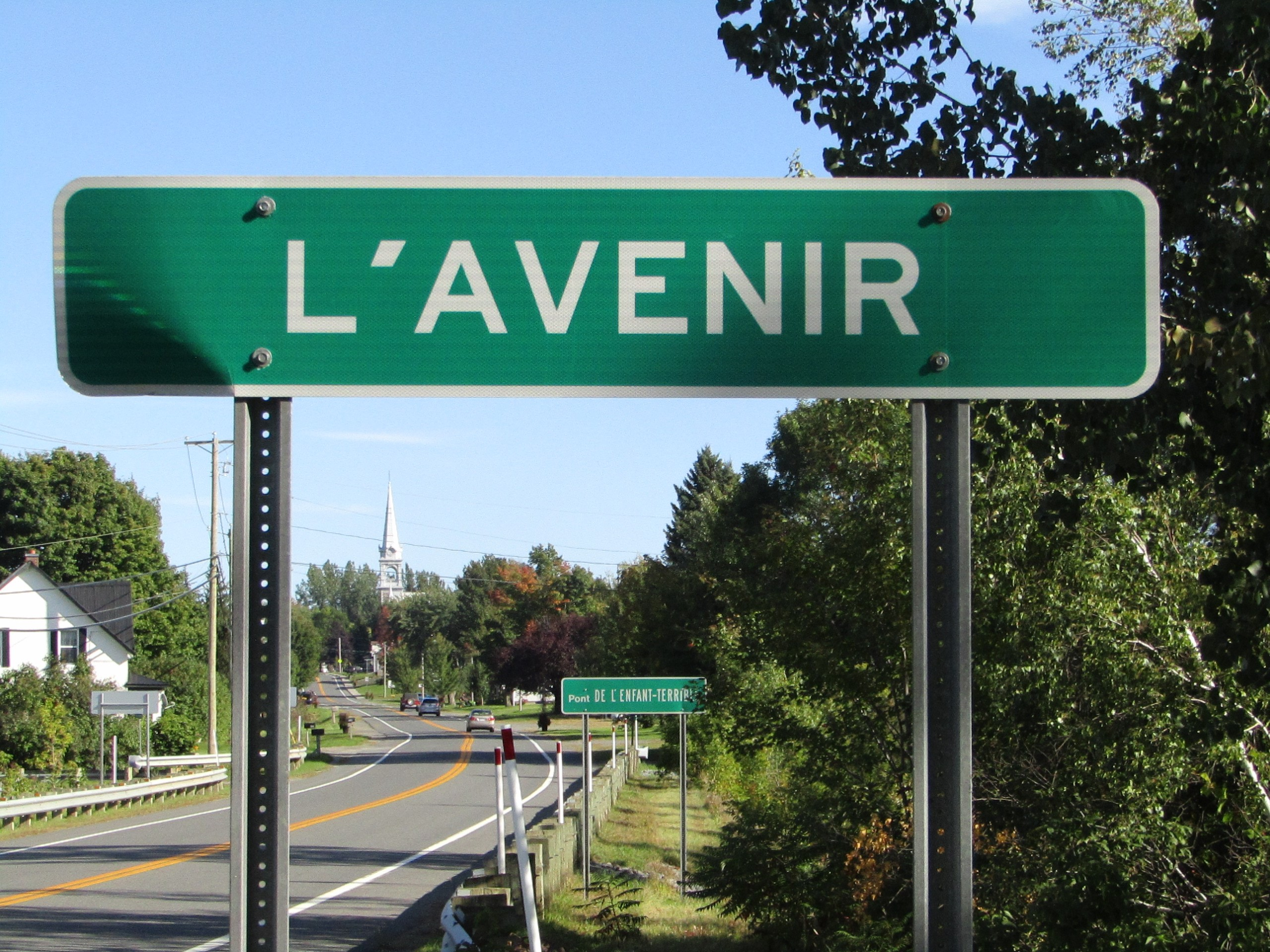
Panneaux routiers à l'Avenir
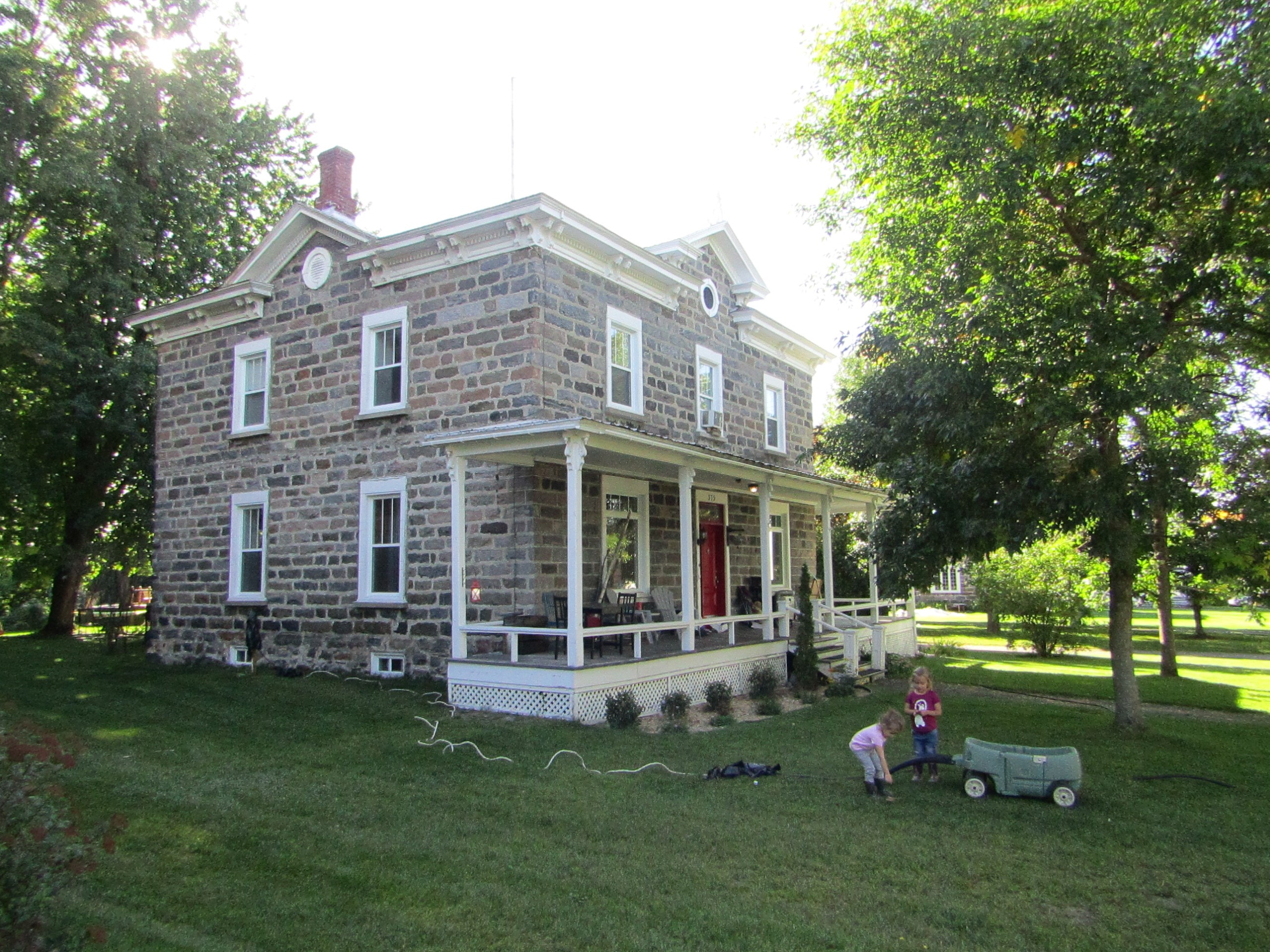
Ancien Presbystère de L'Avenir